# قوات الدفاع الوطني
قوات الدفاع الوطني هي مجموعة عسكرية سورية تم تنظيمها من قبل سوريا البعثية ومهمتها المساندة في عملياته ضد المعارضة المسلحة. تعمل القوات في دور مشاة، وتقاتل مباشرة ضد المتمردين على الأرض وتنفذ عمليات مكافحة التمرد بالتنسيق مع الجيش الذي يوفر لهم الدعم اللوجستي والمدفعي. من المتوقع أن القوات لديها العديد من الأعضاء الذين يتم اختيارهم من الشعب السوري أو المتطوعين. وذكر موقع غلوبال سيكيورتي أن الهدف من تشكليها أيضا كانت إعفاء القوات الحكومية النظامية من مسؤوليتها عن الأعمال العدوانية التي ارتكبتها.
وفقا لصحيفة واشنطن بوست ووول ستريت جورنال، كان إنشاء هذه المجموعة ناجحاً، كما أنها لعبت دورا حاسماً في تحسين الوضع العسكري للقوات الحكومية في سوريا من صيف 2012، عندما توقع العديد من المحللين أن سقوط نظام الأسد بات قريباً.
وتفيد التقارير أن تكون القوة قوامها 60,000 مقاتل ومقاتلة اعتبارا من يونيو 2013 ويتوقع أن ترتفع إلى 100,000 (وصل إلى هذا العدد في أغسطس 2013).
كما نشرت رويترز ملخصا عن تقرير للجنة حقوق إنسان تابعة للأمم المتحدة جاء فيه أن القوات الحكومية السورية ومن ضمنها قوات الدفاع الوطني شاركت أو قامت بقيادة عمليات أدت إلى تسع مجازر راح ضحيتها مدنيون ومن بينها مذبحة مدينة البيضة في بانياس.